# Poranopsis discifera
Poranopsis discifera là một loài thực vật có hoa trong họ Bìm bìm. Loài này được (C.K. Schneid.) Staples miêu tả khoa học đầu tiên năm 1993.